# Aphodius coloradensis
Aphodius coloradensis là một loài bọ cánh cứng trong họ Scarabaeidae. Loài này được Horn miêu tả khoa học năm 1870.